# Elmore Hutchinson
Elmore Howard Hutchinson (Westmoreland, Jamaica; 11 de agosto de 1982) es un jugador de críquet estadounidense de origen jamaicano. Hizo su debut para el equipo nacional estadounidense en marzo de 2012. 
Nacido en la Parroquia de Westmoreland, Jamaica, después de emigrar a los Estados Unidos, Hutchinson comenzó a jugar cricket en California . Jugador de bolos rápido-medio del brazo izquierdo, jugó para un equipo regional del Suroeste en el 2011, y al año siguiente fue seleccionado para debutar para el equipo nacional de los Estados Unidos en el World Twenty20 Qualifier 2012 en los Emiratos Árabes Unidos . Allí, tomó seis ventanillas, solo detrás de Muhammad Ghous y Abhimanyu Rajp para los EE. UU., y mantuvo su lugar en el lateral para el torneo de la cuarta división de la CMT de 2012 más adelante en el año. Hutchinson también jugó partidos con el estado completo de Twenty20 en el World Twenty20 Qualifier 2013 en los Emiratos Árabes Unidos. Tanto su mejor bateo y mejores actuaciones de bolos a nivel Twenty20 se produjo en la edición 2011 del torneo, cuando tomó las cifras de 3/22 en entradas de Irlanda y topscored en turnos de 96 todos fuera de EE. UU., anotando 29 desde la novena posición en el orden de bateo . Solo tres jugadores, Steven Taylor (16), Orlando Baker y Muhammad Ghous (ambos 15), han jugado más que los trece Twenty20 de Hutchinson en los Estados Unidos, y solo Ghous (de 12 a 10 de Hutchinson) ha tenido más ventanillas.
En enero de 2018, fue nombrado en el equipo de Estados Unidos para el torneo Super50 Regional 2017–18 en las Indias Occidentales. Hizo su debut en la Lista A para los Estados Unidos en el Super Regional de 2017-2018 el 31 de enero de 2018.
En agosto de 2018, fue nombrado en la escuadra de los Estados Unidos para el torneo Clasificatorio de las Veinte Veinte Américas de 2018-1919 en Morrisville, Carolina del Norte . En octubre de 2018, fue nombrado en los escuadrones de los Estados Unidos para el torneo Super50 Regional de 2018–19 en las Indias Occidentales y para el torneo de la División de Liga de Cricket Mundial 2018 de ICC en Omán.
En febrero de 2019, fue nombrado en el equipo Twenty20 International (T20I) de los Estados Unidos por su serie contra los Emiratos Árabes Unidos . Los partidos fueron los primeros partidos de T20I jugados por el equipo de cricket de Estados Unidos. Hizo su debut T20I para los Estados Unidos contra los Emiratos Árabes Unidos el 15 de marzo de 2019. En abril de 2019, fue nombrado en la escuadra del equipo de cricket de Estados Unidos para el torneo de la División de la Liga Mundial de Cricket 2019 de ICC en Namibia.